# Свети Георгије у хералдици
Свети Ђорђе је чест мотив у хералдици, и то најчешће приказан као коњаник који копљем пробада аждају. Овај мотив је везан за легенду о хришћанском светитељу Светом Ђорђу, који се представља као пример највише људске храбрости, пожртвованости и истрајности.
Као такав, стављен је на грб Русије и Грузије, а често је стављан и на грбове разних градова по земљама где је хришћанство било доминантна религија (нпр. Москва, Истра, Клин, итд.).

## Свети Ђорђе убија аждају

### Земље и покрајине
- Грб Русије
- Грб Русије 1589.
- Грб Русије 1599.
- Грб Русије 1645.
- Грб Русије 1857.
- Грб Русије 1882.
- Грб Руске Империје, Presented drawing of Artist Igor Barbe, 2006, "Greater Coat of Arms of the Russian Empire" 1882-1917
- Грб Грузије
- Стари грб Грузије
- Грб Кијевске области

### Градови
- Грб Москве
- Грб Московске губерније
- Грб Московске области
- Крушедол
- Српски Крстур

#### Градови Московске области
- Грб Дмитрова (Московска губернија)
- Грб Клина (Московска губернија)
- Грб Истре (Московска губернија)
- Грб Подољска (Московска губернија)
- Грб Звенигорода (Московска губернија)
- Грб Волоколамска (Московска губернија)
- Грб Шатуре (Московска област)
- Грб Красногорска (Московска област)
- Грб Истре (Московска област)
- Грб Волоколамска (Московска област)
- Грб Черноголовке (Московска област)
- Грб Черноголовке (Московска област)
- Грб Електрогорска (Московска област)
- Грб Подољска (Московска област)
- Грб Серпухова (Московска област)